# Ga Hōsui-Susukino
Ga Hōsui-Susukino (豊水すすきの駅) là nhà ga tàu điện ngầm nằm ở Higashi, Sapporo, Hokkaidō, Nhật Bản. Nhà ga được đánh số H09.

## Bố trí ga
| G                                     | Mặt đất                              | Lối vào/Lối ra                          |
| Sân ga                                | Sân ga 1                             | đi H10 Gakuen-Mae (Hướng đi Fukuzumi) → |
| Sân ga đảo, cửa sẽ mở ở bên trái/phải |                                      |                                         |
| Sân ga 2                              | ← đi H08 Ōdōri (Hướng đi Sakaemachi) |                                         |

## Lịch sử
- 2 tháng 12 năm 1988: Nhà ga mở cửa, điểm bắt đầu của tuyến từ Sakaemachi đến Hōsui-Susukino.[1]
- 14 tháng 10 năm 1994: Mở rộng tuyến Tōhō từ Hōsui-Susukino đến Fukuzumi.
- Tháng 11 năm 2016: Cửa chắn sân ga được lắp đặt và đưa vào sử dụng.

## Xung quanh nhà ga
- Quốc lộ 36 (đến Muroran)
- Ngân hàng Hokkaido, chi nhánh Susukino

## Thống kê lượng hành khách
Theo Cục Giao thông vận tải Thành phố Sapporo, số lượng hành khách trung bình mỗi ngày trong năm tài chính 2020 là 4.479.
Số lượng hành khách trung bình mỗi ngày trong những năm gần đây như sau.
| Năm  | Lượng hành khách trung bình mỗi ngày | Nguồn |
| ---- | ------------------------------------ | ----- |
| 1994 | 3,680                                | [ 2 ] |
| 1995 | 5,979                                | [ 2 ] |
| 1996 | 5,975                                | [ 2 ] |
| 1997 | 5,707                                | [ 2 ] |
| 1998 | 5,630                                | [ 2 ] |
| 1999 | 5,710                                | [ 2 ] |
| 2000 | 5,760                                | [ 2 ] |
| 2001 | 6,122                                | [ 2 ] |
| 2002 | 6,371                                | [ 2 ] |
| 2003 | 6,321                                | [ 3 ] |
| 2004 | 6,295                                | [ 3 ] |
| 2005 | 6,326                                | [ 3 ] |
| 2006 | 6,561                                | [ 3 ] |
| 2007 | 6,652                                | [ 3 ] |
| 2008 | 6,843                                | [ 3 ] |
| 2009 | 6,687                                | [ 3 ] |
| 2010 | 6,679                                | [ 3 ] |
| 2011 | 6,603                                | [ 4 ] |
| 2012 | 6,875                                | [ 4 ] |
| 2013 | 7,131                                | [ 4 ] |
| 2014 | 7,488                                | [ 4 ] |
| 2015 | 7,922                                | [ 4 ] |
| 2016 | 8,132                                | [ 5 ] |
| 2017 | 8,156                                | [ 5 ] |
| 2018 | 8,366                                | [ 6 ] |
| 2019 | 8,252                                | [ 6 ] |
| 2020 | 4,479                                | [ 7 ] |

## Hình ảnh

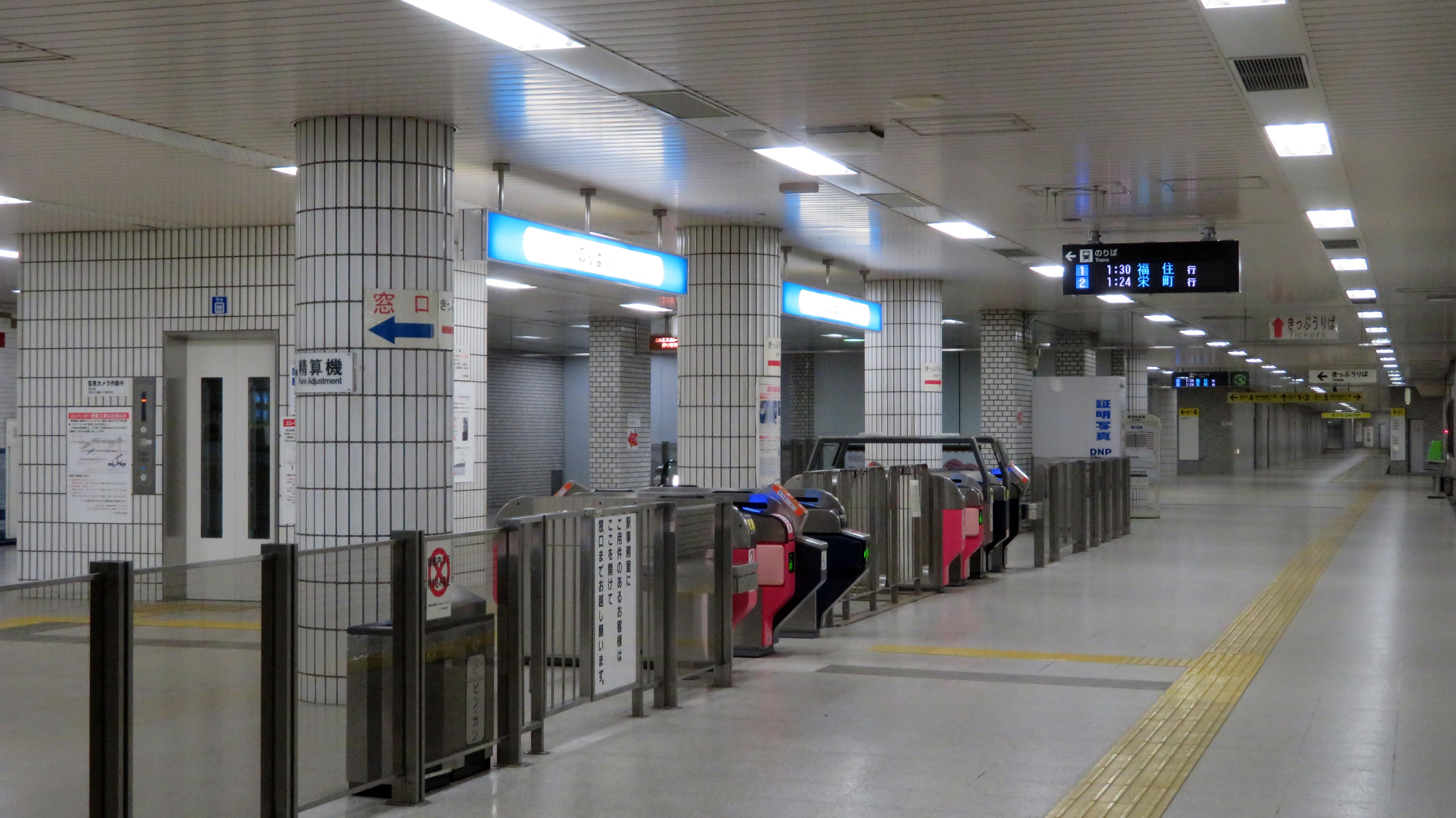
Cổng soát vé
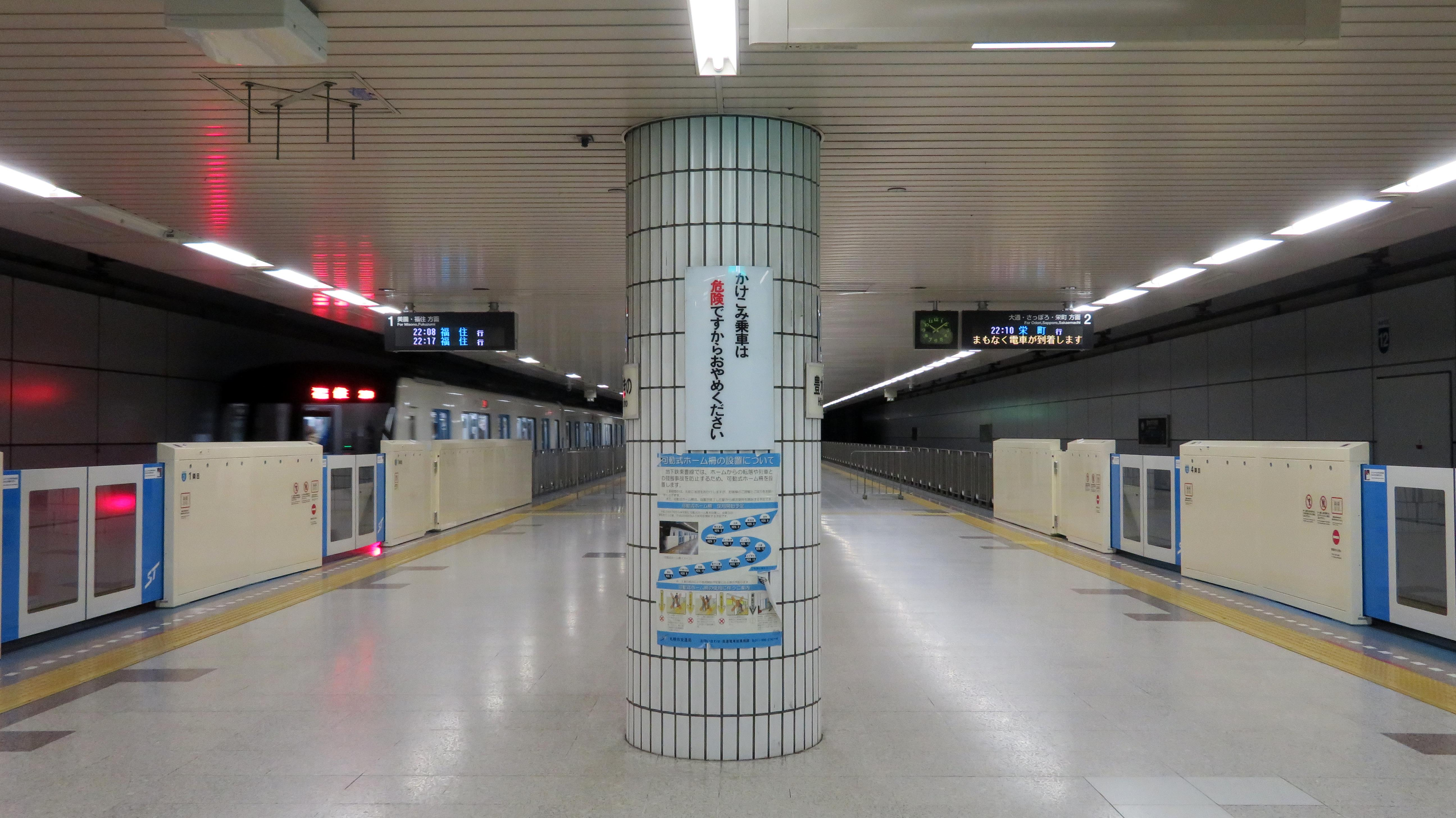
Sân ga
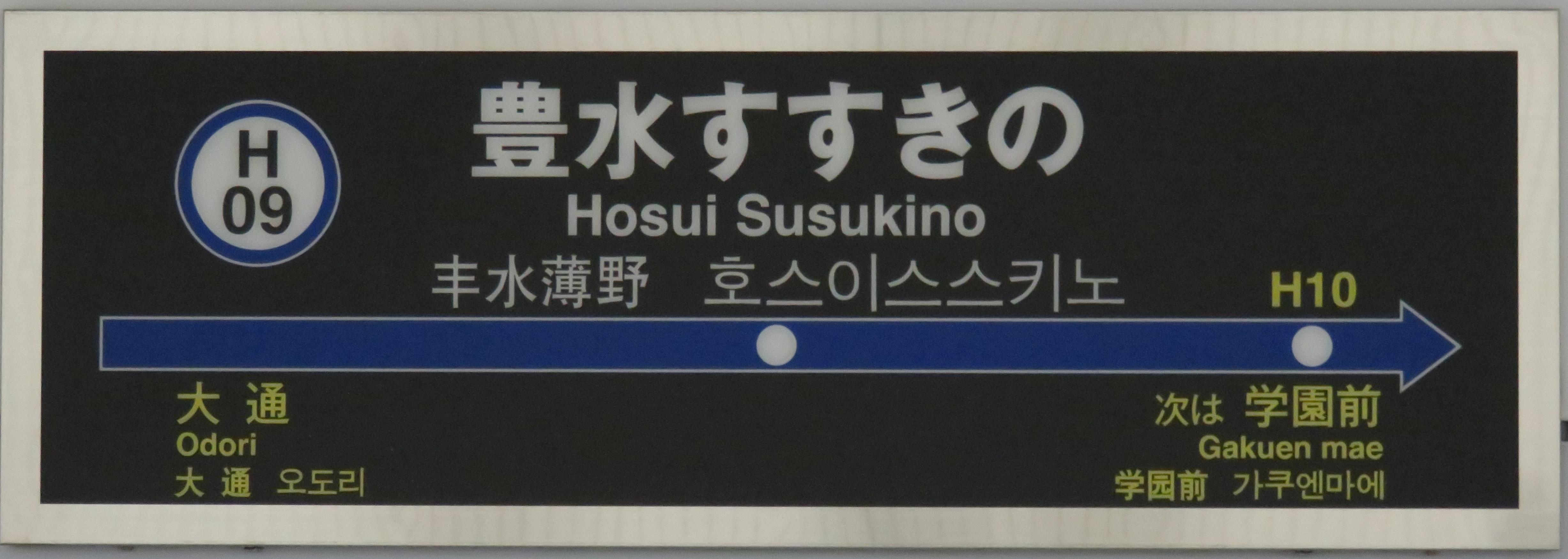
Biển tên của nhà ga